# Centre de transfusion sanguine des armées
 (juin 2014).
Le centre de transfusion sanguine des armées Jean-Julliard (CTSA) est un établissement de transfusion sanguine créé en 1945 et placé sous l'autorité du ministre des Armées. Il a pour mission de collecter le sang et ses composants et de préparer, conserver, distribuer et délivrer aux armées les produits sanguins labiles qui leur sont nécessaires.

## Activité
Il approvisionne en produits sanguins labiles, en fonction des besoins, les hôpitaux des armées et les autres structures de soins relevant de l’autorité ou de la tutelle du ministre de la Défense ou du ministre chargé des anciens combattants. 
Ce centre prépare également des greffes : cellules souches hématopoïétiques, greffes de peau.
Ce centre est situé à Clamart, à côté de l'hôpital Percy, spécialisé dans le traitement des brûlés et des irradiés. Il possède un site à Toulon, au sein de l'hôpital Sainte-Anne.
L'une des spécificités de ce centre est de préparer du plasma cryodesséché sécurisé par amotosalène appelé PLYO (plasma lyophilisé) ou FLYP (french lyophilised plasma en anglais) qui peut être conservé deux ans entre +2 et +25 °C donc non congelé contrairement aux autres plasmas utilisés partout en France. Il peut de ce fait être transporté partout dans le monde, en tout temps et toute circonstance. Il se reconstitue très rapidement en moins de 6 minutes. Toutes ces qualités le positionnent comme le plasma idéal de l'urgence hémorragique grave. Depuis de nombreuses années, il est régulièrement utilisé en opérations extérieures et peut aujourd’hui, sous certaines conditions, être utilisé en secteur civil. Seule, dans le monde, la Croix-Rouge allemande prépare ce type de plasma, mais il n'est ni sécurisé par amotosalene, ni universel pour le groupe sanguin.

## Place dans le dispositif national français de transfusion sanguine
Auparavant intégré dans le maillage territorial des établissements de transfusion sanguine, piloté par l'établissement français du sang dans le cadre du schéma d'organisation de la transfusion sanguine, le CTSA en a été détaché en 2011. Il peut toutefois sous conditions conclure avec ce dernier des conventions sur la collecte du sang et de ses composants ainsi que leur préparation, leur stockage, leur cession et leur échange.
Le CTSA destine ses produits au soutien des forces et plus particulièrement les forces projetées mais aussi les HIA parisiens et de Toulon. Sauf circonstance particulière, il est autorisé à collecter les produits sanguins uniquement en milieu militaire Ses besoins sont relayés par voie de presse, des blogs ou le réseau défense. Il n'est pas autorisé à faire publiquement appel aux dons de sang.